# Nishio
Nishio (西尾市, Nishio-shi) est une ville située dans la préfecture d'Aichi, sur l'île de Honshū, au Japon.

## Géographie

### Situation
Nishio est située dans le sud de la préfecture d'Aichi, au bord de la baie de Mikawa.

### Municipalités limitrophes
| Hekinan        | Anjō           | Okazaki  |
| Hekinan        | Nishio         | Kōta     |
| baie de Mikawa | baie de Mikawa | Gamagōri |

### Démographie
En décembre 2019, la population de la ville de Nishio était de 172 339 habitants répartis sur une superficie de 161,22 km2. En décembre 2024, la population était estimée à 169 657 habitants.

## Histoire
Nishio s'est développée à l'époque d'Edo au cœur du domaine de Nishio.
Le village moderne de Nishio est créé en 1871. Il devient un bourg le 1er mai 1906 et une ville le 15 décembre 1953. En avril 2011, les bourgs de Kira, Hazu et Isshiki sont intégrés à la ville.

## Culture locale et patrimoine

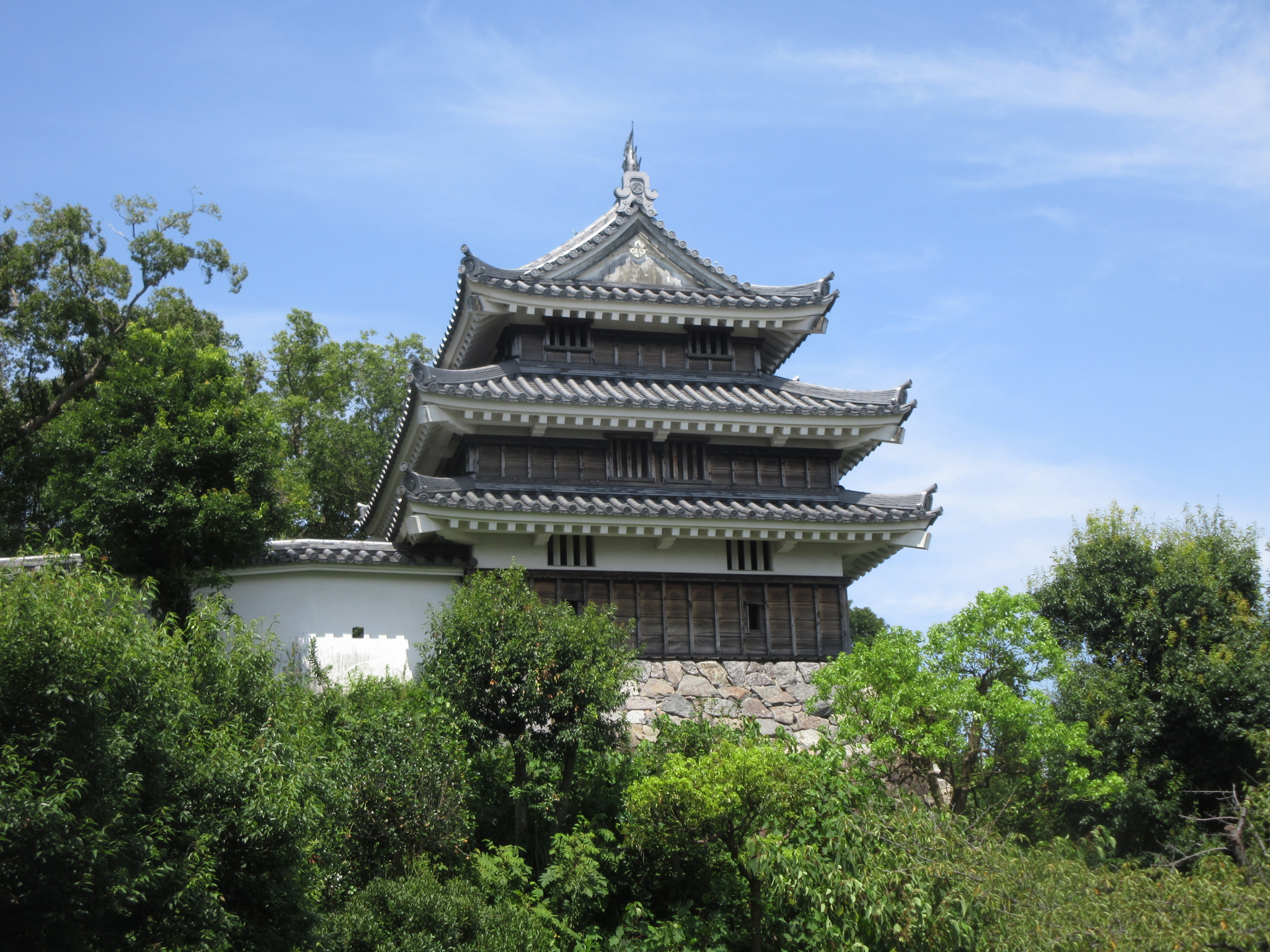
Château de Nishio.

- Château de Nishio

## Transports
La ville est desservie par les lignes Gamagōri et Nishio de la compagnie Meitetsu. La gare de Nishio est la principale gare de la ville.

## Jumelage
Nishio est jumelée avec Porirua en Nouvelle-Zélande.

## Personnalités liées à la ville
- Oguri Jukichi (1785-1853), navigateur
- Mami Koyama (née en 1955), seiyū
- Maria Makino (née en 2001), chanteuse